# Linze
Der Kreis Linze (chinesisch 临泽县, Pinyin Línzé Xiàn) ist ein Kreis  der bezirksfreien Stadt Zhangye im Nordwesten der chinesischen Provinz Gansu. Er hat eine Fläche von 2.727 km² und zählt 138.700 Einwohner (Stand: Ende 2018). Sein Hauptort ist die Großgemeinde Shahe (沙河镇).